# 임하람
임하람(1990년 11월 18일 ~ )은 대한민국의 축구 선수이다. 연세대학교를 졸업했으며, 주포지션은 중앙 수비수이다.

## 선수 경력
2011 K리그 드래프트에서 신생 팀인 광주 FC의 창단팀 우선지명을 받아 입단하였으며, 세 시즌 동안 51경기에 나서는 등 주전으로 활약하였다.
2014 시즌을 앞두고 인천 유나이티드 FC로 이적하였으며, 2015년에는 수원 FC로 임대되어 주전 수비수로 활약하였다. 결국 수원 FC의 K리그 클래식으로의 승격을 이끄는 활약 끝에, 2016 시즌을 앞두고 수원 FC로 완전이적하였다.
2018시즌 여름 이적시장을 통해 강릉시청으로 임대이적했다.
2019시즌을 앞두고 K3리그의 김포 시민축구단에 입단했다.